# Religión en Perú
La religión en Perú tradicionalmente está relacionada al sincretismo religioso originado del catolicismo con la antigua religión incaica tras la Conquista española. Sin embargo en los últimos 32 años se han desarrollado considerablemente iglesias protestantes de distintas denominaciones en los sectores populares. Como religiones minoritarias, se encuentran presentes por la inmigración algunas espiritualidades como el judaísmo y el budismo, y más recientemente el hinduismo y el islam. Sin perjuicio de lo anterior, Perú se posiciona como el segundo país de América Latina con el mayor porcentaje de cristianos (católicos y otras denominaciones cristianas), solo detrás de Paraguay.
Según el artículo 2 de la Constitución peruana: "Toda persona tiene derecho a la  libertad  de  conciencia  y  de  religión,  en  forma  individual  o  asociada. No hay persecución por razón de ideas o creencias. No hay delito de opinión. El ejercicio público de todas las confesiones es libre, siempre que no ofenda la  moral ni altere el orden público."

## Estadísticas

### Statista
| Afiliación                                        | % de la Población |
| ------------------------------------------------- | ----------------- |
| Católico/a                                        | 66.4%             |
| Evangélico/a (sin especificar)                    | 18.8%             |
| Ninguno/a                                         | 6.8%              |
| Adventista                                        | 2.5%              |
| Testigo/a de Jehová                               | 0.9%              |
| Mormón/a                                          | 0.8%              |
| No sabe                                           | 0.8%              |
| Otro/a                                            | 0.7%              |
| Evangélico/a pentecostal                          | 0.5%              |
| Ateo/a                                            | 0.4%              |
| No responde                                       | 0.4%              |
| Evangélico/a metodista                            | 0.3%              |
| Protestante                                       | 0.3%              |
| Creyente sin afiliación formal a ninguna religión | 0.2%              |
| Agnóstico/a                                       | 0.2%              |
| Evangélico/a bautista                             | 0.1%              |

### Ipsos
| Afiliación                                  | % de la Población |
| ------------------------------------------- | ----------------- |
| Católico/a                                  | 60%               |
| Sin religión (Ateo/a, Agnóstico/a o Deísta) | 15%               |
| Evangélico/a                                | 12%               |
| Otros cristianos                            | 6%                |
| Otras religiones                            | 5%                |
| Prefieren no decirla                        | 5%                |

## Creencias religiosas

### Creencias
| El cielo | Espíritus sobrenaturales (por ejemplo, ángeles, demonios, hadas, fantasmas, etc.) | El infierno | El diablo | Fuente |
| -------- | --------------------------------------------------------------------------------- | ----------- | --------- | ------ |
| 79%      | 58%                                                                               | 60%         | 59%       | [ 5 ]  |

### Creencia en un Dios o un Poder superior
| Creo en Dios tal y como se describe en las Sagradas Escrituras (por ejemplo, la Biblia, el Corán, la Torá, etc.). (Teísmo) | Creo en un poder o espíritu superior, pero no en Dios tal y como se describe en las Sagradas Escrituras. (Deísmo) | Prefiero no decir | No estoy seguro (Agnosticismo) | No creo en Dios ni en un poder superior o espíritu de ningún tipo. (Ateísmo) | Fuente |
| --- | --- | ----------------- | ------------------------------ | ---------------------------------------------------------------------------- | ------ |
| 65% | 19% | 9%                | 3%                             | 4%                                                                           | [ 5 ]  |

## Historia
En el Perú predomina el cristianismo, en su mayoría católicos. Este llegó al Perú acompañando a los conquistadores y tuvo un encuentro con la religión politeísta incaica lo que produjo un sincretismo religioso presente en todo el país en diversas maneras y magnitudes. Las religiones originales andinas concedían un alto valor a la reciprocidad, la asistencia a los más necesitados y el pleno respeto a la naturaleza. Como lo destacó José Carlos Mariátegui (1968:130), «Los rasgos fundamentales de la religión incaica son su colectivismo teocrático y su materialismo...La religión del quechua era un código Moral antes que una concepción metafísica,...el Estado y la Iglesia se identificaban absolutamente; la religión y la política reconocían los mismos principios y la misma autoridad».
El primer encuentro entre una autoridad católica y una autoridad incaica fue cuando el Padre Valverde se entrevistó con el Inca Atahualpa, a quien le dio un ejemplar del Catecismo, diciéndole que era la Palabra de Dios. Cuando el Inca llevó a su oreja el ejemplar, tratando de escuchar la voz de Dios y luego lo lanzó al suelo ante el fracaso de su intento, el Padre Valverde gritó a las huestes españolas, escondidas y listas para atacar, «¡Santiago, a ellos, Yo os absuelvo!». Este grito de ataque militar fue el primer episodio donde la Iglesia Católica actuó coordinadamente con los soldados españoles, para invadir y conquistar el Imperio Incaico.
Raúl Porras Barrenechea, dijo que «el peruano era probablemente el hombre más religioso del mundo». Y es que en el territorio del Perú, como en otras partes del mundo, la religión ha jugado un papel vital en el desarrollo social y cultural de las sociedades desde sus orígenes en los Andes (12 000 a. C.), pasando por los procesos de gestación de su civilización (3000 a. C.), la formación política y cultural de las sociedades andinas prehispánicas, y finalmente, la transformación religiosa a raíz de la caída del Imperio inca y la toma del poder por los españoles, quienes impusieron el catolicismo.
En la actualidad el Perú es oficialmente un Estado laico, aunque reconoce a la Iglesia católica como elemento importante de la identidad nacional. Según el artículo 50 de la Constitución Peruana: "Dentro de un régimen de independencia y autonomía, el Estado reconoce a la Iglesia católica como elemento importante en la formación histórica, cultural y moral del Perú, y le presta su colaboración."

## Demografía
En general se puede identificar a la sociedad peruana como cristiana (mayormente católica), sin embargo existe un gran sincretismo entre ésta y los ritos y creencias de la antigua religión incaica. Esto es un hecho en la diversidad de festividades y rituales que recogen tanto el fervor católico, así como el misticismo de las antiguas culturas indígenas.
Según el Censo de 2017, la mayor parte de la población se identificaba como católica (76,0%); seguida por la población evangélica (14,1%); y más atrás por quienes afirman no profesar ninguna religión (5,1%) y quienes profesan otras religiones (4,8%).
La distribución de la religiones no es del todo uniforme, los censos de 1993 y 2007 mostraron una mayor proporción de habitantes que profesaban el culto evangélico en las áreas rurales con 10,3 y 15,3 respectivamente. Esta proporción de había a 19,4 para el año 2017.
El Censo de 2017 mostró que en todos los departamentos de la costa más del 75% de su población mayor de 12 años profesa la religión católica y que los departamentos con menor proporción de fieles católicos fueron Ucayali (58,0%), San Martín (60,3%) y Amazonas (63,9%).
Por su parte los departamentos con mayor proporción de protestantes: Ucayali (27,6%), Huánuco (26,4%), Huancavelica (25,2%), Loreto (24,2%), Pasco (23,8%), Amazonas (23,0%) y San Martín (22,1%).

## Cristianismo

### Iglesia católica

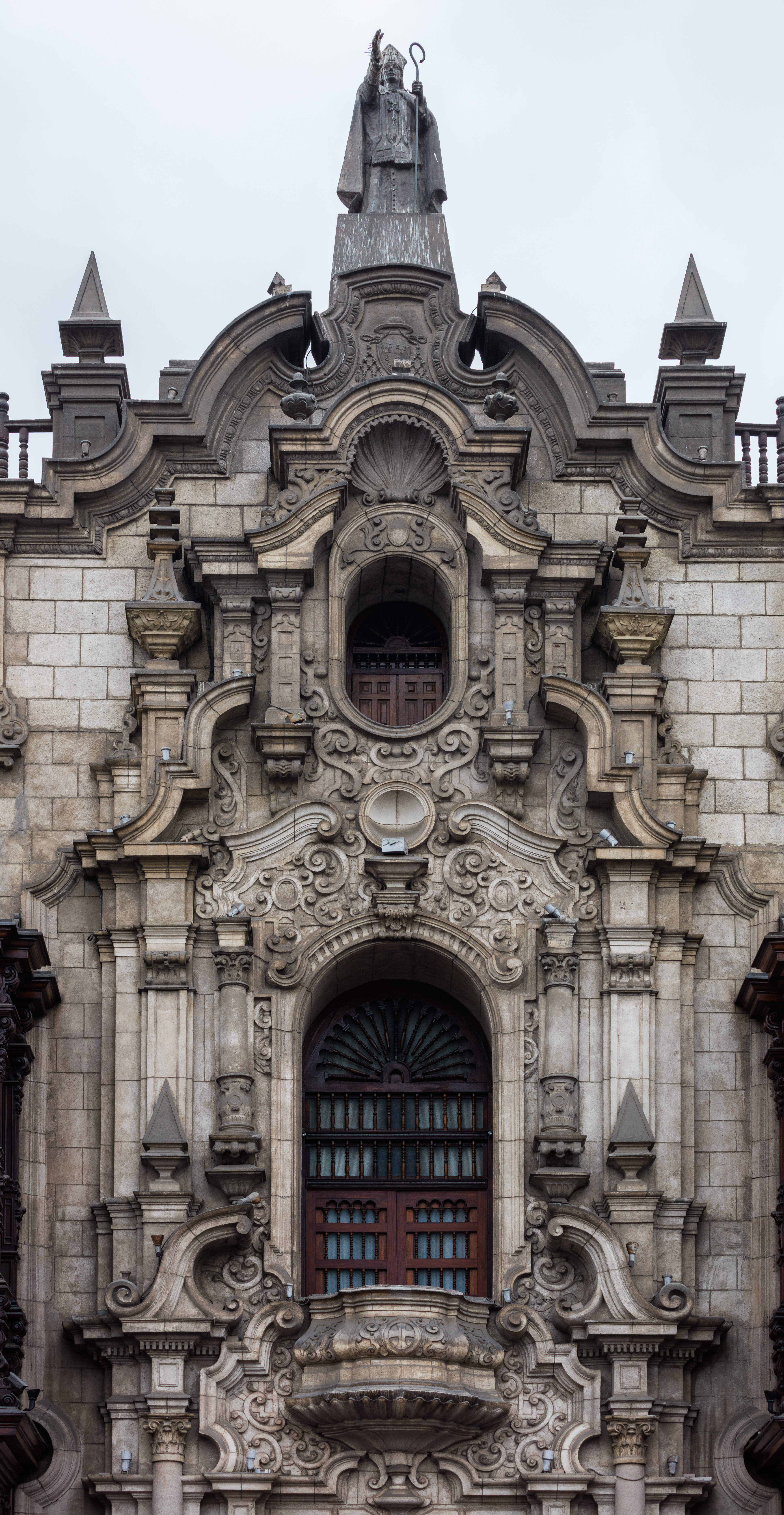
Detalle de la fachada de la catedral de Lima.

El catolicismo es la religión que tradicionalmente identifica a la sociedad peruana y alrededor de ella se celebran numerosas festividades que muchas veces tienen carácter sincrético con las religiones nativas. Alrededor del 81,3% de la población se identifica como católica. La constitución peruana reconoce el aporte que tuvo la religión católica a la formación de la nación peruana, pero aunque la religión católica es la mayoritaria. La forma en como se practica la religión católica en el Perú es diversa, la llamada «religión popular» nace del sincretismo religioso de la religión católica y las prácticas prehispánicas. Sin embargo, el catolicismo en el Perú concuerda con las líneas generales de la fe cristiana católica, esto es, el amor al prójimo y el compromiso social, reflejado en las numerosas obras de caridad, ayuda y asistencia a la población más necesitada, particularmente en campañas organizadas por parroquias e incluso algunos colegios particulares de corte religioso.
Al llegar los conquistadores al territorio que luego se llamaría Perú en el siglo XVI, empezó la difusión de la religión católica, que se fue imponiendo a sus pobladores. La Cruz del catolicismo acompañó la presencia conquistadores españoles y fue copartícipe de la repartición de las utilidades, extraídas del oro y otras riquezas de los incas. Los colonos españoles que llegaron al Perú siguieron con sus prácticas católicas españolas, entre ellas impartir doctrina a quienes denominaban «los gentiles o paganos». El clero español destruyó la mayor parte de la herencia cultural incaica, la religiosidad andina, mediante sus acciones denominadas por ellos mismos como de extirpación de la idolatría. Como lo sostiene Pierre Duviols (1986: XXVII), «Para los teólogos de la España del siglo XVI, los pueblos americanos de los reinos más civilizados, como los mayas y los incas, eran considerados paganos -o gentiles- igual que los antiguos griegos y romanos, porque adoraban muchas divinidades o ídolos, por lo cual los pueblos andinos fueron catalogados como idólatras».
Además, cada uno de los pueblos amazónicos tiene una mitología y religión propia y sus respectivas explicaciones sobre el origen del universo, los acontecimientos después de la muerte, los milagros de sanidad, etc.

### Otras confesiones cristianas
Las iglesias protestantes y evangélicas llegaron al Perú con los emigrantes europeos y norteamericanos comprometidos en la difusión de la Biblia. Entre ellos se destaca Diego Thomson, ciudadano escocés que llegó al puerto del Callao en el Perú el 28 de junio de 1822 invitado por el libertador del Perú general José de San Martín. El proyecto de San Martín era que Thomson organizara en el Perú el sistema de formación de los maestros de escuela, a fin de popularizar la educación, reservada hasta antes de la independencia a los criollos y adinerados coloniales. Más tarde se destaca en la difusión de la fe cristiana el misionero italiano Francisco Penzotti quien llegó al Perú en julio de 1888. Los esfuerzos de difusión de las Sagradas Escrituras impulsados por Francisco Penzotti permitieron después la fundación de la Iglesia metodista, primera congregación protestante en el Perú. 
Desde 1915 se permiten otros cultos no relacionados con el catolicismo.
Las iglesias protestantes históricas como el Anglicanismo, Episcopalianismo, Presbiterianismo, Luteranismo o Metodismo también basadas en la fe cristiana, tienen una presencia limitada y se destacan por su contribución social y política, al reconocer la importancia del amor al prójimo y la solidaridad al lado de la fe. Esto se deduce de su presencia con centros educativos, centros médicos, comedores populares, etc. Iglesias como las Asambleas de Dios del Perú, las Iglesias Bautistas, la Alianza Cristiana y Misionera, se extienden por todo el territorio peruano, en una intensa labor misionera y apostólica. 
la Iglesia de Jesucristo de los Santos de los Últimos Días, los Testigos de Jehová y otras, están consideradas dentro de las denominaciones que entraron, pero no en las evangélicas.
En las décadas de los 70 y 80 nacen asociaciones de cuerpos evangélicos que es distinto a la denominación . Agua Viva, Camino de Vida, Emmanuel, Movimiento Misionero Mundial, Movimiento Evangelístico Misionero, son los nombres de algunas de las muchas organizaciones eclesiásticas, basando su trabajo en la predicación y el discipulado de los nuevos creyentes, formando también redes o células dentro de hogares cristianos, distribuidos en los distritos de cada departamento del Perú eso produjo un crecimiento grande para las formas de evangelizacion .
La membresía de las iglesias protestantes y evangélicas se estima en alrededor de 5 millones de personas. La mayoría de esa población se concentra en las iglesias evangélicas independientes. Es importante señalar que el ritmo más acelerado en el crecimiento de la población evangélica en el Perú se ha dado a partir de la década de los 60. De un 1% entonces, ha llegado a superar el 11% en el año 2006 y obtener el 18,7% en 2022

## Irreligión
La irreligión en el Perú se refiere al ateísmo, el agnosticismo, el deísmo, el escepticismo religioso, el secularismo y al humanismo en la sociedad peruana, es decir, el conjunto de la población peruana que no practica o sigue una religión organizada.
Según el artículo 2 de la Constitución peruana: "Toda persona tiene derecho a la  libertad  de  conciencia  y  de  religión,  en  forma  individual  o  asociada. No hay persecución por razón de ideas o creencias. No hay delito de opinión. El ejercicio público de todas las confesiones es libre, siempre que no ofenda la moral ni altere el orden público."
Aunque el Perú sigue siendo un país mayoritariamente católico, el porcentaje de ciudadanos que no profesa ninguna religión ha crecido de forma notoria en la última década, marcando una nueva era para el secularismo en el país.
Según el censo ejecutado el año 2017 por el Instituto Nacional de Estadística e Informática (INEI), 1’180 361 de peruanos de 12 a más años (5,1% de la población)  afirmó no profesar ninguna religión. Esta cifra es superior en un 94% a la reportada en el 2007, que fue de 608.434 personas. Algunas fuentes estiman en 8.2%
La población irreligiosa es predominantemente urbana (85,5% vive en ciudades) y varones (61,4% son hombres), y la mayoría son jóvenes de entre 18 y 29 años (40,4%). Solo el 11,8% tienen 50 años o más.
Según el Censo de 2017, los departamentos con mayor proporción de peruanos sin religión son: San Martín (11,3%), Ucayali (9,1%), Amazonas (8,0%), Madre de Dios (7,5%), La Libertad (7,2%), Tacna (6,4%), Lima (6,3%), Pasco (5,7%), Moquegua (5,1%).
Numéricamente, la mayoría de peruanos que no profesan ninguna religión viven en Lima, 458 304 limeños dijeron no tener ninguna religión.
A pesar de que Perú se considera un Estado aconfesional, según el artículo 50 de la Constitución peruana el curso del catolicismo romano es obligatorio en las escuelas públicas peruanas. Muchas organizaciones sin fines de lucro promueven la eliminación del curso del catolicismo romano en las escuelas públicas, como la Sociedad Humanista Secular del Perú.
Según Helmut Kessel, presidente de la Sociedad Secular Humanista del Perú, los factores que influyen en esta tendencia son la exposición de casos de abuso sexual y corrupción en las iglesias así como el no reconocimiento de los derechos de las minorías sexuales.